# Ресавац
Ресавац (серб. Ресавац; ранее Расавац (серб. Расавац)) — населенный пункт (деревня) в общине Србац, который принадлежит энтитету Республике Сербской, Босния и Герцеговина. По результатам югославской переписи населения 1991 года в Ресаваце (Расаваце) проживало 242 человека.

## Население
Население на 1993 год дано по оценке численности, данной властями Республики Сербской. Преобладают сербы.
| 1948                           | 1953 | 1961 | 1971 | 1981 | 1991 | 1993 |
| ------------------------------ | ---- | ---- | ---- | ---- | ---- | ---- |
| 162                            | 81   | 57   | 161  | 189  | 242  | 256  |
| Гистограмма динамики населения |      |      |      |      |      |      |

### Национальный состав
1991 год:
- сербы — 195 (80,58 %);
- хорваты — 0 (0,00 %);
- югославы — 20 (8,26 %);
- мусульмане — 0 (0,00 %);
- другие — 27 (11,16 %).